# چوی گیو ری
چوی گیو ری (کره‌ای: 최규리؛ زادهٔ ۱۹ ژوئیه ۲۰۰۰) بازیگر اهل کره جنوبی است.

## زندگی شخصی
چوی زادهٔ ۱۹ ژوئیه ۲۰۰۰ در بوسان، کره جنوبی است. او یک خواهر کوچکتر دارد. او اکنون در حال تحصیل در دپارتمان بازیگری دانشگاه ملی هنر کره است.

## حرفه
چوی گیو ری حرفهٔ بازیگری خود را در دسامبر ۲۰۲۱ با بازی در مجموعه تلویزیونی دایی با نقش کوتاه شین چه یونگ آغاز کرد.
در فوریه ۲۰۲۲، چوی نقش کوتاهی در مجموعه تلویزیونی پلیس‌های تازه‌کار داشت. در نوامبر ۲۰۲۲، او در مجموعه تلویزیونی پشت هر ستاره‌ای نقش مکمل سانی لیم را ایفا کرد.
در مه ۲۰۲۳، چوی در مجموعه تلویزیونی نبرد برای خوشبختی حضور پیدا کرد و نقش کوتاه جوانی جانگ می هو را ایفا کرد.
در ژانویه ۲۰۲۴، چوی به خاطر ایفای نقش در مجموعه تلویزیونی با شوهرم ازدواج کن به شهرت رسید که در آنجا نقش یو هی یون را ایفا کرد. عملکرد او در این مجموعه باعث شد که تعداد فالوورهای اینستاگرام او از حدود ۲۰۰۰ تا قبل از پخش این مجموعه به بیش از ۶۷۰۰۰۰ فالوور افزایش یابد. در مه ۲۰۲۲۴، او اعلام کرد که در مجموعه تلویزیونی ناک آف ایفای نقش می‌کند.

## فیلم‌شناسی

### مجموعه تلویزیونی
| سال       | عنوان              | نقش                 | توضیحات                     | منابع |
| --------- | ------------------ | ------------------- | --------------------------- | ----- |
| ۲۰۲۱–۲۰۲۲ | دایی               | شین چه یونگ         | حضور افتخاری (قسمت ۵–۸, ۱۵) | [ ۴ ] |
| ۲۰۲۲      | پلیس‌های تازه‌کار    | دختر در قرار ناشناس | حضور افتخاری (قسمت ۴–۵)     | [ ۵ ] |
| ۲۰۲۲      | پشت هر ستاره‌ای     | سانی لیم            |                             | [ ۶ ] |
| ۲۰۲۳      | نبرد برای خوشبختی  | جوانی جانگ می هو    | حضور افتخاری                | [ ۷ ] |
| ۲۰۲۴      | با شوهرم ازدواج کن | یو هی یون           |                             | [ ۷ ] |
| ۲۰۲۵      | ناک آف             | کیم سونگ هی         |                             | [ ۸ ] |